# Lucius Aelius Verus Caesar
Lucius Aelius Verus Caesar, geboren als Lucius (Aurelius) Ceionus Commodus (Verus), was Caesar onder Hadrianus. Hij werd geboren rond 102 als telg van een oude eerbiedwaardige Etruskische familie.
Hij krijgt de titel Caesar wanneer hij, volgens de traditie van de adoptiefkeizers, door de zieke keizer Hadrianus in februari 136 door adoptie tot zijn opvolger wordt benoemd. Zijn volledige naam wordt dan Lucius Aelius (Verus) Caesar. Datzelfde jaar wordt hij ook nog benoemd tot gouverneur van Pannonië. Eind 137 keert hij terug naar Rome, maar sterft daar op 1 januari 138, slechts een half jaar vóór de dood van Hadrianus.
Laatstgenoemde benoemt op 25 februari van dat jaar een nieuwe opvolger, Antoninus Pius, op voorwaarde dat deze de zoon van Aelius, later bekend als Lucius Verus, medekeizer van Marcus Aurelius, zou adopteren als opvolger.
Aelius wordt na zijn dood zeer geëerd en Hadrianus laat hem zelfs bijzetten in het mausoleum dat voor hemzelf bestemd is.